# Chiemsee (Gemarkung)
Chiemsee ist eine Gemarkung im Landkreis Rosenheim in Bayern
Die Gemarkung hat eine Fläche von 256,84 Hektar und repräsentiert die Fläche der Gemeinde Chiemsee. Es gibt nur den Gemarkungsteil 0, der aber aus drei Teilflächen besteht. Die Teilflächen korrespondieren mit den Flächen der Inseln Herrenchiemsee, Frauenchiemsee und Krautinsel.
Die einzige benachbarte Gemarkung ist die zum Landkreis Traunstein gehörige Gemarkung Chiemsee (See) des gemeindefreien Gebiets Chiemsee, die jede einzelne Teilfläche der Gemarkung Chiemsee umschließt.